# Studio kreslených filmů (Bílsko-Bělá)
Studio kreslených filmů (polsky Studio Filmów Rysunkowych (SFR)) ve slezském městě Bílsko-Bělá je jedno z pěti polských studií animovaného filmu.
Bylo založeno Zdzisławem Lachurem, Władysławem Nehrebeckým a dalšími v roce 1947 v Katovicích pod názvem Experimentální studio kreslených filmů, o rok později je přesunuli do Visly a pak natrvalo do Bílska-Bělé. Za 70 let působení bílského studia v něm vzniklo více než 900 animací, z nichž nejslavnější jsou pohádkové série o Bolkovi a Lolkovi (1963–1986) a o pejskovi Rexíkovi (1967–1990), známé z televizních obrazovek i československým divákům. Většina filmů byla natočena technikou pookénkové animace, prvním počítačově animovaným dílem od SFR byla Koperníkova hvězda (Gwiazda Kopernika) z roku 2009.
Roku 2015 bylo Studio kreslených filmů v Bílsku-Bělé prohlášeno za Národní kulturní instituci a na jaře 2018 začala dlouhodobá rekonstrukce filmových ateliérů s cílem vytvořit moderní Interaktivní centrum pohádek a animace (Interaktywne Centrum Bajki i Animacji), které bylo konečně otevřeno v květnu 2024.

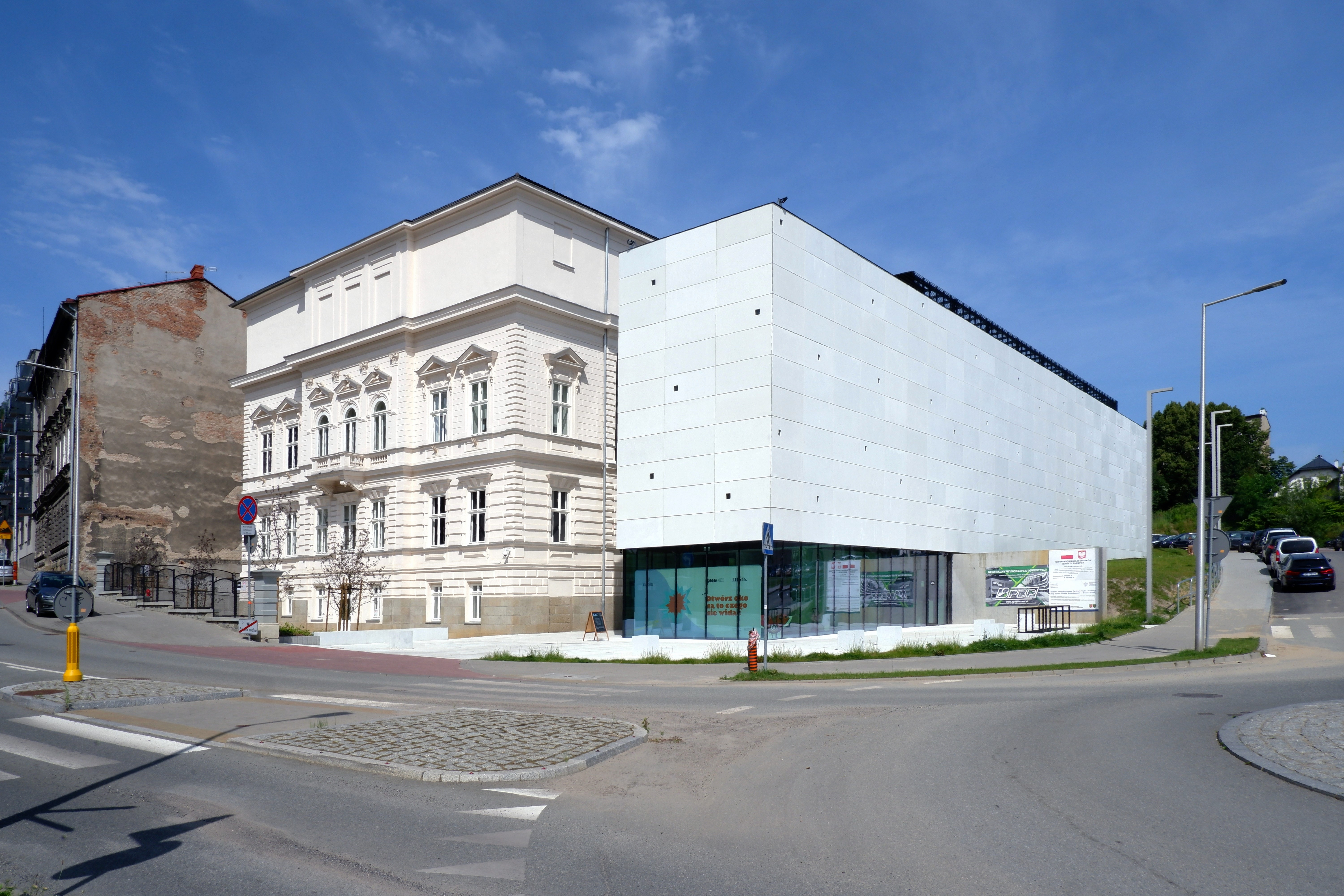
Sídlo – pohled z ulice Cieszyńska
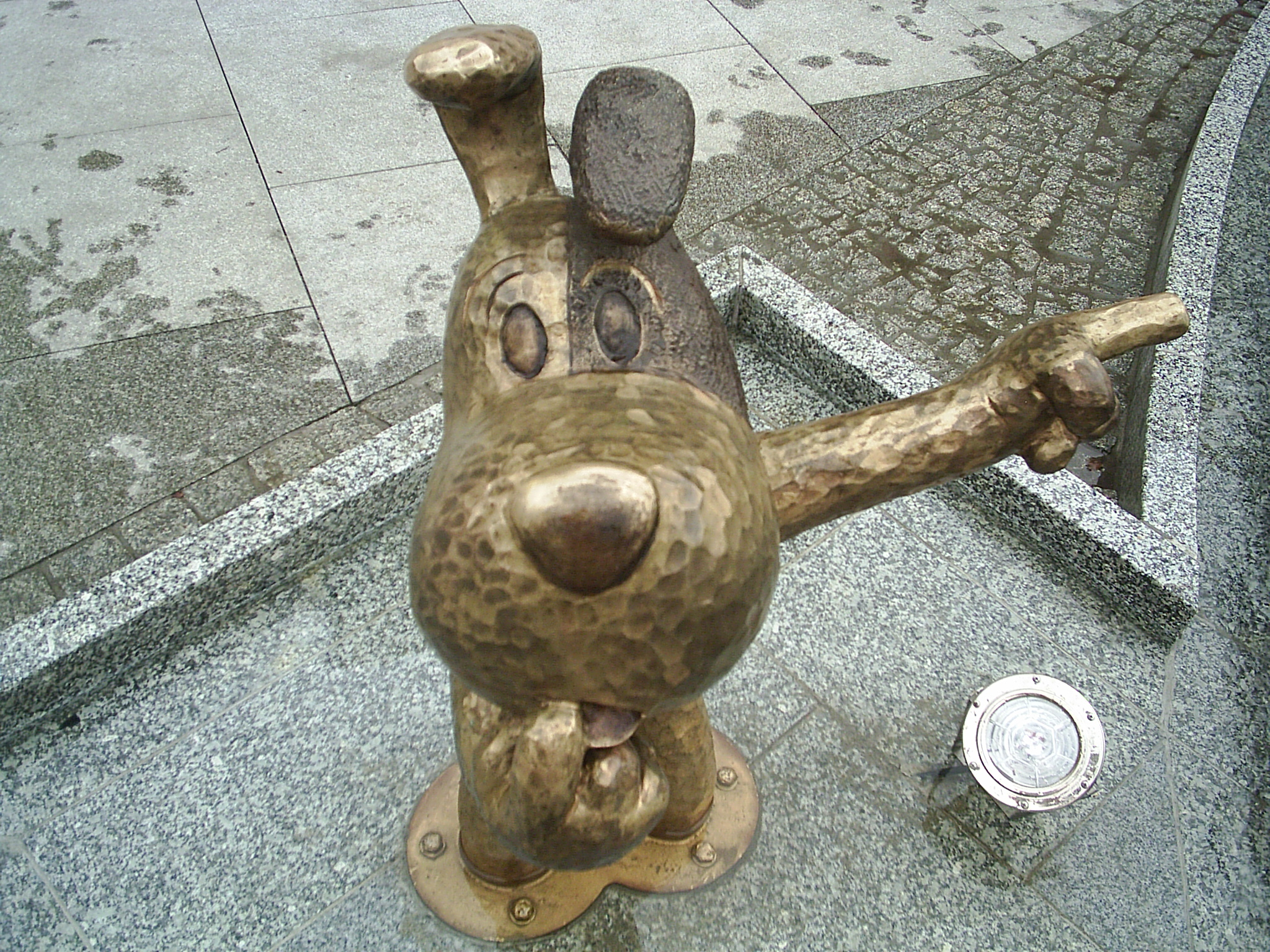
Rexík – symbol SFR
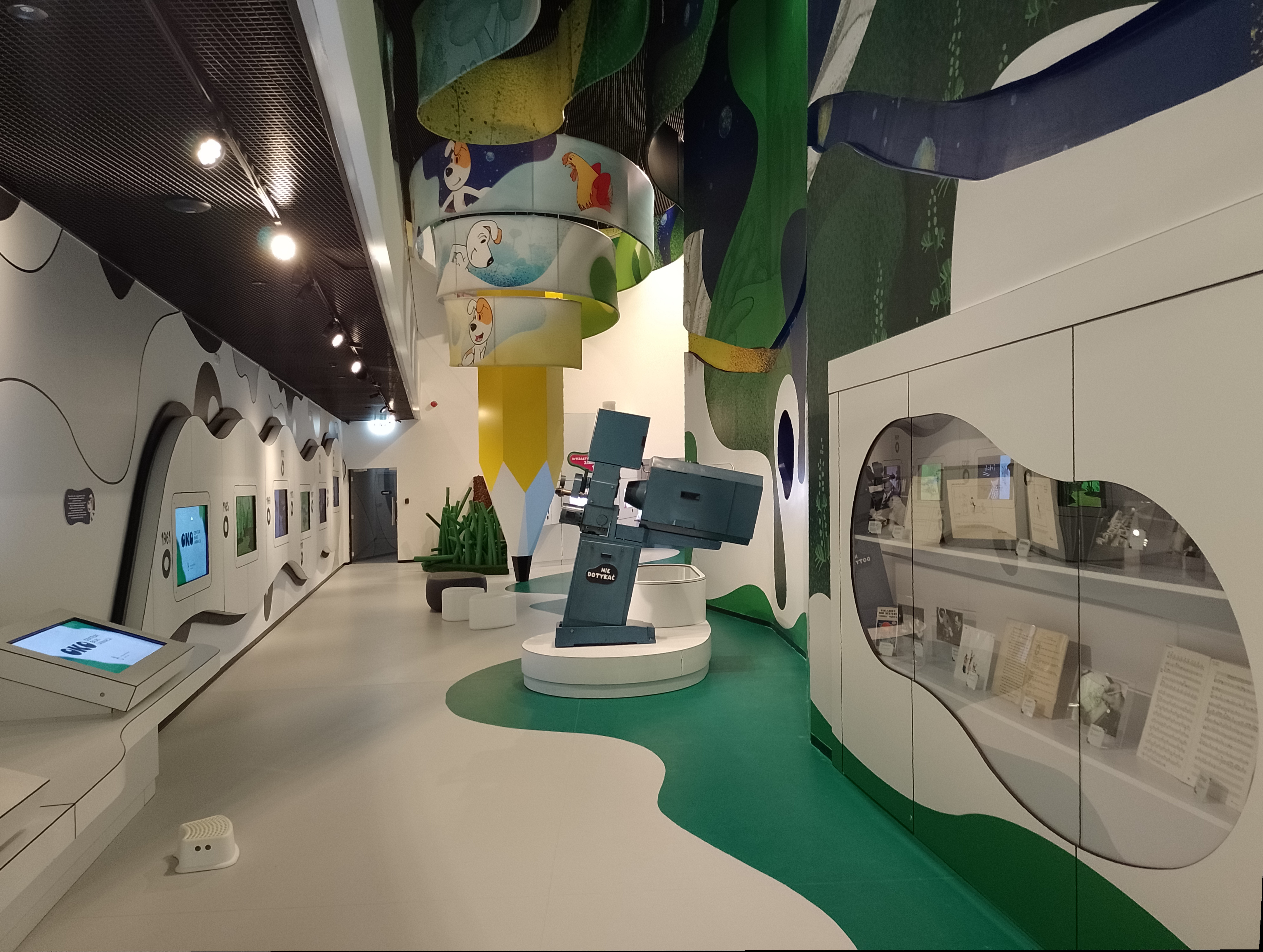
Expozice Interaktivního centra pohádek a animace